# کنیز ترک
کنیز ترک (به ایتالیایی: Schiava turca)، اثر نقاش شیوه گرای ایتالیایی قرون وسطی جیرولامو فرانچسکو ماریا ماتزولا معروف به پارمیجانینو است. وی این تابلو را در ۱۵۳۳ میلادی خلق نموده‌است.
تابلو هم‌اکنون در گالری ملی پارما در شمال ایتالیا نگهداری می‌گردد. این اثر به با ابعاد ۶۷ در ۵۳ سانتی‌متر و به صورت رنگ روغن کار شده‌است.
نام این تابلو برگرفته شده از نوع سرپوشی است که مدل این تصویر بر سر خود بسته‌است که یادآور عمامه است. در آن دوران اروپایی‌ها از طریق روابطی که با عثمانی‌ها داشتند با عمامه ترکی آشنا بودند و شباهت این سرپوش باعث این سوء تعبیر در نام‌گذاری تابلو شده‌است.